# Citorus robustus
Citorus robustus är en insektsart som beskrevs av Jacobi 1910. Citorus robustus ingår i släktet Citorus och familjen dvärgstritar. Inga underarter finns listade i Catalogue of Life.